# Joe Walsh
Joe Walsh (* 20. listopadu 1947 Wichita, Kansas, USA) je americký kytarista, zpěvák, multiinstrumentalista. Byl členem skupin James Gang, Barnstorm a Eagles. V roce 1989 byl přizván do skupiny Ringo Starr & His All-Starr Band. Vydal též několik sólových alb.

## Diskografie
Sólová alba
- So What (1974)
- You Can't Argue with a Sick Mind (1976)
- But Seriously Folks (1978)
- There Goes the Neighborhood (1981)
- You Bought It – You Name It (1983)
- The Confessor (1985)
- Got Any Gum? (1987)
- Ordinary Average Guy (1991)
- Songs for a Dying Planet (1992)
- Analog Man (2012)

Ostatní
- Indianola Mississippi Seeds (B. B. King, 1970)
- Hotel California (Eagles, 1976)
- The Long Run (Eagles, 1979)
- Old Wave (Ringo Starr, 1983)
- Long Road Out of Eden (Eagles, 2007)
- Y Not (Ringo Starr, 2010)
- Ringo 2012 (Ringo Starr, 2012)